# Lionel Atwill
Lionnel Atwill (ur. 1 marca 1885 w Londynie, zm. 22 kwietnia 1946) – brytyjski aktor filmowy.

## Filmografia
- 1933: Gabinet figur woskowych jako Ivan Igor
- 1933: Pieśń nad pieśniami jako baron von Merzbach
- 1935: Diabeł jest kobietą jako Don Pasqual
- 1935: Znak wampira jako inspektor Neumann
- 1935: Kapitan Blood jako pułkownik Bishop
- 1938: Trzej towarzysze jako Breuer
- 1938: Wielki walc jako Anton 'Tony' Hohenfried
- 1939: Syn Frankensteina jako inspektor Krogh
- 1939: Trzej muszkieterowie jako De Rochefort
- 1939: Pies Baskerville'ów jako doktor James Mortimer
- 1939: Gorilla jako Walter Stevens
- 1940: Charlie Chan in Panama jako Cliveden Compton
- 1940: Gorączka nafty jako Harry Compton
- 1941: Man Made Monster jako Paul Rigas
- 1942: Być albo nie być jako Rawitch
- 1942: Duch Frankensteina jako doktor Theodor Bohmer
- 1942: Pardon My Sarong jako Varnoff
- 1942: Night Monster jako doktor King
- 1942: Sherlock Holmes i tajna broń jako profesor Moriarty
- 1943: Frankenstein spotyka Człowieka Wilka jako burmistrz
- 1944: Dom Frankensteina jako inspektor Arnz
- 1945: Fog Island jako Alec Ritchfield
- 1945: Dom Draculi jako inspektor Holtz